# ورزشگاه کوان کو ۷
ورزشگاه کوان کو ۷ (ویتنامی: Sân vận động Quân khu 7) یک ورزشگاه فوتبال در شهر هوشی‌مین، ویتنام است.
این ورزشگاه که ۲۵٬۰۰۰ نفر ظرفیت دارد میزبان جام ملت‌های آسیا ۲۰۰۷ بوده است. رین خواننده اهل کشور کره جنوبی دو بار در سال‌های ۷۰۰۶ و ۲۰۰۷، گروه راک مای کمیکال رومنس در سال ۲۰۰۸، گروه بک‌استریت بویز در ژانویه ۲۰۱۱ و دیوید آرچولتا در ژوئیه ۲۰۱۱ در این ورزشگاه کنسرت برگزار کرده‌اند.